# الكيومرثية
الكيومرثية بالفارسية ( كيومارثيان ) هي إحدى طوائف ديانة الزرادشتية يعتقدون بأن أهريمان ولد من شك هرمزد وعلى هذا الرأي فإن أهريمان هو من خلق هرمزد وليس اله.

## النشاة
وصف مانيكجي نوسروانجي دهالا, كاهن زرادشتيً باكستانيً وعالمً ديني, عقيدة طائفة الكيومرثية بأنها محاولة أخرى للتخفيف من الثنائية التي لطالما شكّلت جوهر الزرادشتية. ويرجع ذلك إلى تأكيد النبي محمد على التوحيد واستهزاء المسلمين بعقيدة عبادة إلهين، مما جعل الزرادشتيين يعتبرون الثنائية عيبًا، فأضافوا إليها التوحيد، مما أدى إلى انقسام الزرادشتيين إلى فرق. ويذكر أمثلة على محاولة الزرادشتيين ترسيخ عقيدة توحيدية من خلال التقليل من أهمية أهريمان، منها أن أهورامزدا وأهريمان مخلوقان من الزمان، أو أن أهورامزدا نفسه أجاز وجود الشر، أو أن أهريمان كان ملاكًا فاسدًا ثار على أهورامزدا. ثم يذكر اسم كتاب فارسي من القرن الخامس عشر يذكر أن المجوس (الزرادشتيين) يعتقدون أن الله وإبليس أخوان

## العقائد
يقول الشهرستاني «الكيومرثية, أصحاب المقدم الأول كيومرث. أثبتوا أصلين: يزدان، وأهرمن، وقالوا: يزدان أزلي قديم، وأهرمن محدث مخلوق، وقالوا: إن سبب خلق أهرمن أن يزدان فكر في نفسه: أنه لو كان لي منازع كيف يكون؟ وهذه الفكرة كانت رديئة غير مناسبة لطبيعة النور، فحدث الظلام من هذه الفكرة، وسمى: أهرمن، وكان مطبوعا على الشر، والفتنة، والفساد، والفسق، والضرر، والإضرار، فخرج على النور، وخالفه طبيعة وفعلا، وجرت محاربة بين عسكر النور وعسكر الظلمة. ثم إن الملائكة توسطوا, فصالحوا على أن يكون العالم السفلي خالصا لأهرمن سبعة آلاف سنة. ثم يخلي العالم ويسلمه إلى النور، والذين كانوا في الدنيا قبل الصلح أبادهم وأهلكهم. ثم بدأ برجل يقال له: كيومرث، وحيوان يقال له ثور فقتلهما. فنبت من مسقط ذلك الرجل ريباس، وخرج من أصل ريباس: رجل يسمى "ميشة"، وامراة تسمى: "ميشانة"؛ وهما أبوا البشر، ونبت من مسقط الثور: الأنعام، وسائر الحيوانات. وزعموا أن النور خير الناس، وهم أرواح بلا أجساد، بين أن يرفعهم عن مواضع أهرمن، وبين أن يلبسهم الأجساد فيحاربون أهرمن. فاختاروا لبس الأجساد، ومحاربة أهرمن؛ على أن تكون لهم النصرة من عند النور، والظفر بجنود أهرمن، وحسن العاقبة. وعند الظفر به وإهلاك جنوده تكون القيامة. فذاك سبب الامتزاج، وهذا سبب الخلاص.»